# Зеда-Агви
Зеда-Агви (груз. ზედა აღვი) — село в Грузии, на территории Цагерского муниципалитета края (мхаре) Рача-Лечхуми и Нижняя Сванетия.

## География
Село находится в северной части Грузии, к востоку от реки Цхенисцкали, на расстоянии приблизительно 8 километров (по прямой) к юго-западу от города Цагери, административного центра муниципалитета. Абсолютная высота — 606 метров над уровнем моря.

## Население
По результатам официальной переписи населения 2014 года, в Зеда-Агви проживало 37 человек (19 мужчин и 18 женщин). В национальной структуре населения грузины составляли 100 %.
| Год  | Население, человек |
| ---- | ------------------ |
| 2002 | 50                 |
| 2014 | ↘ 37               |